# O Mestiço
O mestiço foi uma telenovela brasileira produzida pela extinta TV Tupi e exibida de 8 de março a 15 de maio de 1965 às 19h. 
Foi escrita por Cláudio Petraglia baseada em original cubano e dirigida por Wanda Kosmo. Sucedendo Gutierritos, o Drama dos Humildes e sendo sucedida por Olhos Que Amei. 

## Trama
O jovem Renato, conhecido como "o mestiço" por ser filho de uma índia com um branco, luta contra o preconceito na aldeia onde vive, no fim do século XIX. A verdade é que ele foi abandonado ainda bebê, foi encontrado por uma índia que o criou como seu filho.

## Elenco
- Hélio Souto .... Renato
- Patrícia Mayo .... Ana Beatriz
- Ana Rosa .... Marina
- Lima Duarte
- Vida Alves .... Gabriela
- Elias Gleizer .... Coronel Xavier
- Cacilda Lanuza .... Guará
- Marcos Plonka ..... Romero
- Elk Alves ..... Bento
- Clenira Michel .... Francisca
- Ilema de Castro ... Branca
- Paulo Pereira .... Zeca
- Xisto Guzzi ..... Coronel Onofre
- Oswaldo de Barros ... Mansur
- Luiz Noronha...Martins
- Humberto Pucca

## Curiosidades
- Lançamento de Hélio Souto na TV Tupi, depois do sucesso na TV Excelsior, mas como contratado da Colgate-Palmolive.
- Também primeira novela da atriz Cacilda Lanuza na Tupi.